# Canottieri Lecco Sezione Calcio 1929-1930
Questa voce raccoglie le informazioni riguardanti  il Canottieri Lecco Sezione Calcio nelle competizioni ufficiali della stagione 1929-1930.

## Rosa
| N. |                   | Ruolo | Calciatore         |
| -- | ----------------- | ----- | ------------------ |
|    | Italia (bandiera) | A     | Aliverti (I)       |
|    | Italia (bandiera) | A     | Aliverti (III)     |
|    | Italia (bandiera) | C     | Carlo Bolis        |
|    | Italia (bandiera) | C     | Alberto Fossati    |
|    | Italia (bandiera) | P     | Eugenio Guarisco   |
|    | Italia (bandiera) | D     | Giovanni Lanfritto |
|    | Italia (bandiera) | C     | Marco Lietti       |
|    | Italia (bandiera) | C     | Oreste Moretti     |
|    | Italia (bandiera) | A     | Tullio Moretti     |

| N. |                     | Ruolo | Calciatore            |
| -- | ------------------- | ----- | --------------------- |
|    | Italia (bandiera)   | D     | Iride Motta           |
|    | Italia (bandiera)   | C     | Salvatore Musmeci     |
|    | Italia (bandiera)   | A     | Angelo Pedrazzini     |
|    | Italia (bandiera)   | D     | Oreste Ronchetti      |
|    | Italia (bandiera)   | D     | Luigi Saverio (III)   |
|    | Italia (bandiera)   | D     | Giovanni Saverio (IV) |
|    | Italia (bandiera)   | A     | Felice Tedeschi (I)   |
|    | Italia (bandiera)   | A     | Mario Tedeschi (II)   |
|    | Ungheria (bandiera) | P     | Vilmos Zsigmond       |